# Scopula rubrosignaria
Scopula rubrosignaria là một loài bướm đêm trong họ Geometridae.